# Filialkirche St. Jakob ob Ferndorf

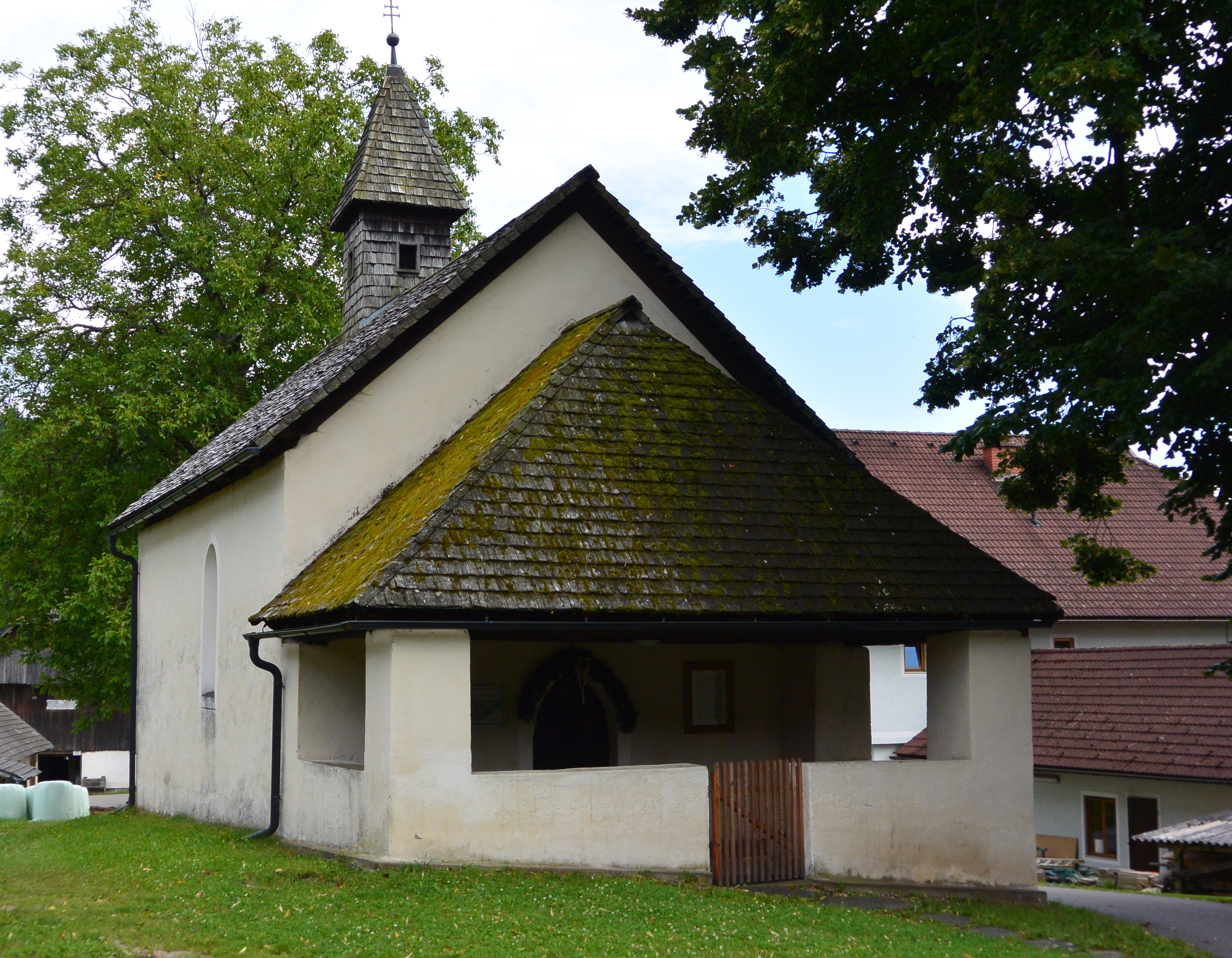
Katholische Filialkirche St. Jakob ob Ferndorf

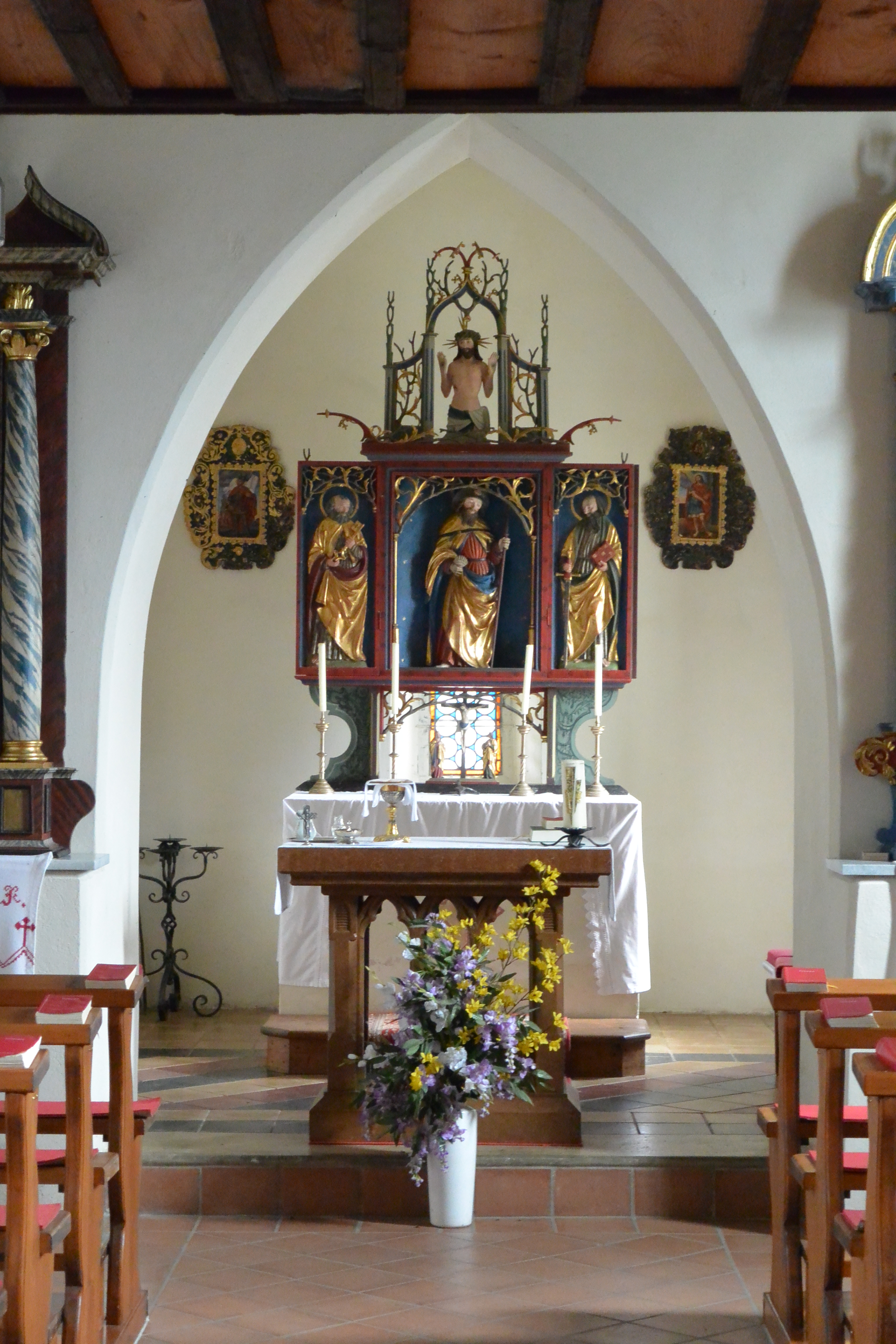
Langhaus, Blick zum Chor

Die römisch-katholische Filialkirche St. Jakob ob Ferndorf steht in der Ortschaft St. Jakob ob Ferndorf in der Gemeinde Ferndorf im Bezirk Spittal an der Drau in Kärnten. Die dem Patrozinium des Heiligen Jakobus der Ältere unterstellte Kirche gehört zum Dekanat Spittal an der Drau in der Diözese Gurk-Klagenfurt. Die Kirche steht unter Denkmalschutz (Listeneintrag).

## Geschichte
Urkundlich wurde 1406 eine Kirche genannt.

## Architektur
Der kleine gotische Kirchenbau unter einem geschindelten Dach hat eine Vorlaube vor der Westfront und einen eingezogenen niedrigeren quadratischen Chor und östlich einen hölzernen Dachreiter mit einem Pyramidenhelm. Der Chor hat Spitzbogenfenster. Das Westportal ist spitzbogig.
Das Kircheninnere zeigt ein zweijochiges Langhaus unter einer flachen hölzernen Felderdecke, in den einzelnen Feldern zeigen sich eingebrannte Rosetten. Die Westempore ist aus Holz. Der Triumphbogen ist spitzbogig. Der Chor hat ein Kreuzgratgewölbe.

## Einrichtung
Den kleinen gotischen Flügelaltar mit Astwerk schuf die Villacher Werkstätte um 1515/1520. Im Schrein steht die Figur hl. Jakobus der Ältere, innen zeigen die reliefierten Flügel die Heiligen Peter und Paul, außen gemalt Mariä Verkündigung, im Aufsatz gibt es die Halbfigur Schmerzensmann. Die einfachen Seitenaltäre haben eine Säulenrahmung, der linke Seitenaltar aus 1756 zeigt das Altarblatt Heilige Familie, der rechte Seitenaltar aus 1702 zeigt das Altarblatt Madonna mit Kind nach einer Vorlage aus dem Anfang des 16. Jahrhunderts.